# Pontoise
Pontoise [pɔ̃twaz] (ⓘ) ist eine französische Stadt der Region Île-de-France mit 31.623 Einwohnern (Stand 1. Januar 2022). Sie liegt rund 25 Kilometer nordwestlich der Hauptstadt Paris. Die Einwohner werden Pontoisiens genannt.
Seit dem 1. Januar 1968 ist Pontoise de jure Hauptstadt des Départements Val-d’Oise, dessen Präfektur wurde indes 1970 in die Nachbarstadt Cergy velegt.
Durch den langen Aufenthalt des impressionistischen Malers Camille Pissarro, der die Stadt in zahlreichen Werken darstellte, wurde Pontoise berühmt. Im Jahr 2006 wurde ihr der Titel Ville d’art et d’histoire (Stadt der Kunst und der Geschichte) verliehen.

## Geografie

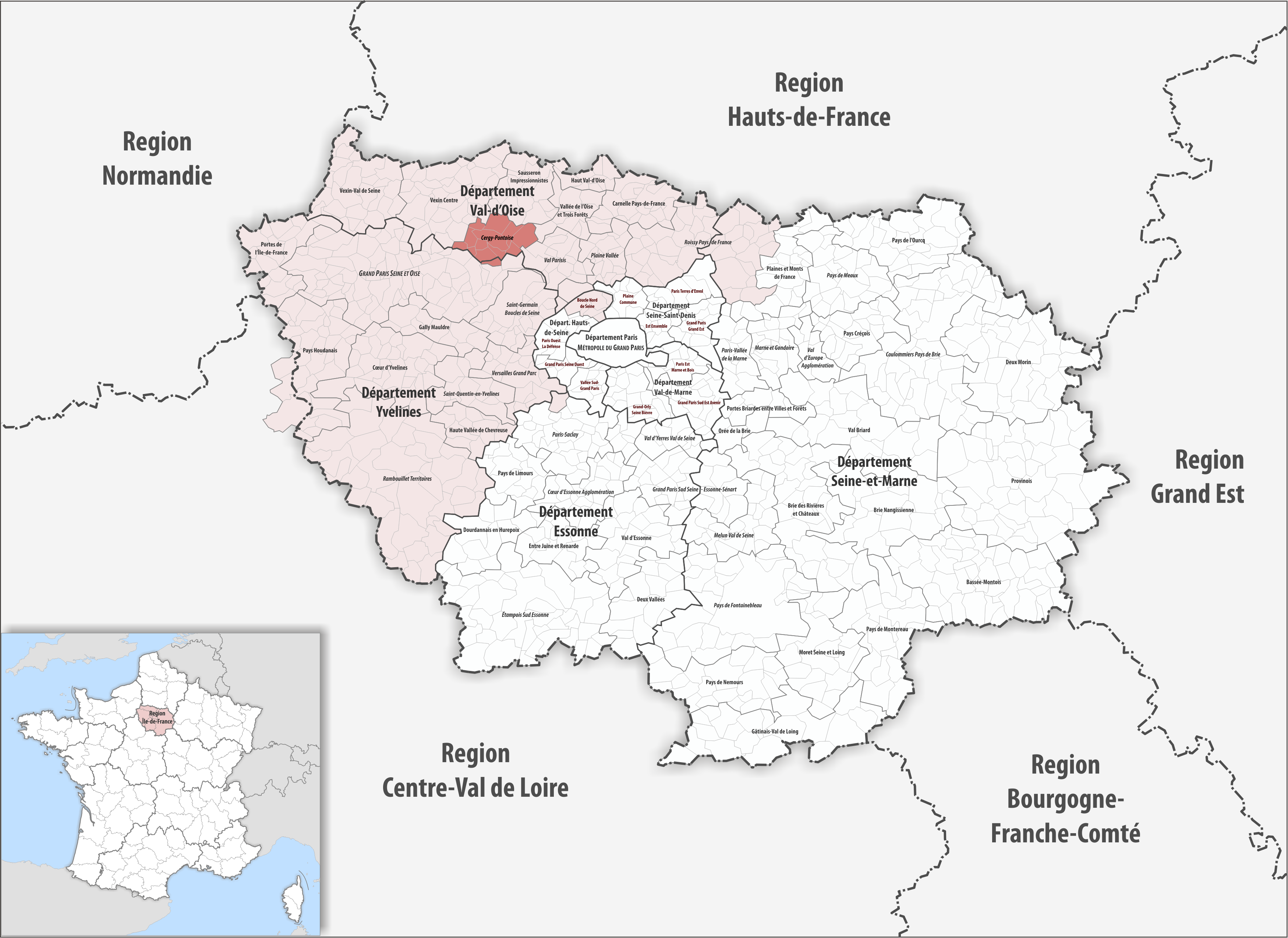
Lage von Cergy-Pontoise in der Grande Couronne vom Paris

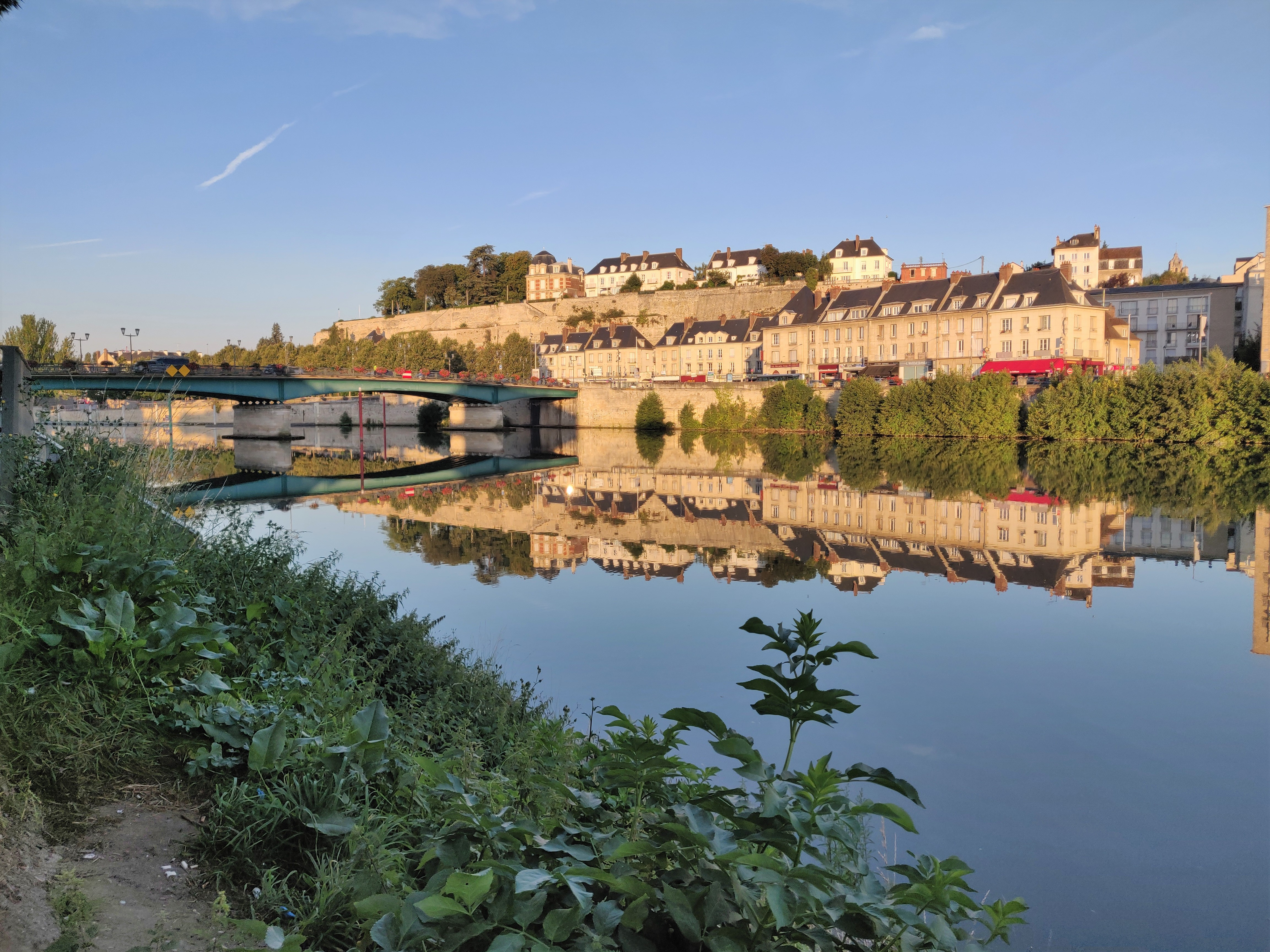
Die Oise in Pontoise

Die Stadt Pontoise liegt in der Grande Couronne, am rechten Ufer des Flusses Oise, etwa 28 Kilometer nordwestlich des Pariser Stadtzentrums. Sie bildet den historischen Teil des Gemeindeverbandes (Ville Nouvelle) Cergy-Pontoise. Das historische Zentrum von Pontoise liegt auf einem Felsvorsprung am Zusammenfluss der Flüsse Oise und Viosne. Die 717,02 Hektar der Gemeindefläche verteilen sich auf 463,95 Hektar bebautes Stadtgebiet (65 % der Gesamtfläche), 130,41 Hektar unbebautes Stadtgebiet (18 % der Gesamtfläche) und 122,66 Hektar ländliches Gebiet (17 % der Gesamtfläche). Entlang des Flüsschens Viosne verläuft in Südost/Nordwest-Richtung eine Eisenbahnlinie aus dem 19. Jahrhundert, welche die Stadt in zwei etwa gleich große Hälften teilt. Im Norden liegt der eher historische Teil mit der Zitadelle, der Kathedrale und kleineren Häusern aus dem 19. und 20. Jahrhundert. Im Süden bzw. Südwesten liegt der gewerbliche Teil der Stadt mit Industrieanlagen, Bürogebäuden, großen Einkaufszentren, großen Wohnanlagen und Sporteinrichtungen. Der Südosten zeichnet sich aber auch durch schöne Wohnsiedlungen mit Parkanlagen aus.

## Geologie
Der Untergrund der Stadt besteht aus geologischen Schichten, die zu einem großen Teil aus dem Tertiär stammen, das vor etwa 65 Millionen Jahren begann und 60 Millionen Jahre dauerte. Sedimentgestein, das durch Ablagerungen in Lagunen und flachen Meeren entstanden ist, bildet diese Schichten.
Dort wo heute das Zentrum liegt, bestehen die mächtigsten Schichten aus sehr feinem Sand, dem sogenannten Beauchamps-Sand, in den große Sandsteinplatten eingelagert sind. Darauf folgen Mergel- und Kieselschichten, im Wechsel mit zerbrochenem Kalkstein sowie Lehm- und Sandbetten. Schließlich folgt der Lutetianische Kalkstein, der in Pontoise eine Dicke von etwa 30 Metern erreicht. Darüber liegen der Sables de Cuise, grobe grünlich-graue Sande, in denen sich auch der Grundwasserspiegel befindet.
Am Ende des Tertiärs, während des Pliozäns (5,3 Millionen Jahre bis 1,9 Millionen Jahre) und des Calabriums (Unteres Pleistozän) wirkte die quartäre Erosionsdynamik. Das Flusssystem (Oise und Epte) floss auf dem Lutetianischen Kalksteindach zwischen den älteren, oligozänen Hügeln in Richtung der Sequanianischen Rinne, des Vorläufers der Seine. Das periglaziale Regime bewirkte das Kriechen großer Materialmengen. Starken Schwankungen des Meeresspiegels (Isostase und Resistase) führten zur Eintiefung der Täler und zur Entstehung von sekundären Drainagen. Im Mittelpleistozän führte die quartäre Dynamik mit den aufeinanderfolgenden Eiszeiten zu einer lössartigen Sedimentation und einem fluvialen Regime, das die Täler weiter eingrub. Im Jungpleistozän (Oberes Pleistozän bis vor etwa 10.000 Jahren) wurden große Mengen an Gesteinsmaterial in den Flussbetten abgelagert, die in den Kalkstein gegraben waren.

## Hydrologie und Risiko von Naturkatastrophen
Das Gemeindegebiet durchziehen zwei Wasserläufe, die Oise und die Viosne. Die Oise entspringt in Belgien und mündet nach 341,1 km bei Conflans-Sainte-Honorine, einige Kilometer flussabwärts von Pontoise, in die Seine. Die Viosne durchschneidet das Vexin-Plateau in einem engen Tal auf einer 28,8 km langen Nord-Süd-Achse und mündet bei Pontoise in die Oise.
Die geografische Lage von Pontoise macht die Stadt anfällig für Naturkatastrophen. Der gesamte Steilabfall des Vexin-Plateaus, das über dem Schwemmland der Oise liegt, sowie der größte Teil des Stadtzentrums (Kalksporn des Mont Bélien) unterliegen dem Risiko von Bodenbewegungen. In den Niederungen besteht eine hohe Überschwemmungsgefahr bei Hochwasser der Oise, insbesondere im Stadtteil Chou, im Bahnhofsviertel, auf der Île de la Dérivation und im unteren Teil des Stadtteils Larris.

## Klima
Pontoise befindet sich in der gemäßigten Klimazone, präziser ausgedrückt in der verändert ozeanischen Zone. In dieser Übergangszone ist das Klima stark von der Entfernung zum Meer und der Nähe zu angrenzenden Höhenlagen beeinflusst. Die Jahresmitteltemperatur beträgt 11,2 °C und die durchschnittliche Jahresniederschlagsmenge beläuft sich auf 635,7 mm. Der wärmste Monat ist der Juli mit im Mittel 18,8 °C, der kälteste Monat ist der Januar mit durchschnittlich 4,3 °C. Der meiste Niederschlag fällt im Dezember mit 68,2 mm im Mittel, der wenigste Niederschlag fällt im April mit durchschnittlich 43,9 Millimetern.
|                        | Jan  | Feb  | Mär  | Apr  | Mai  | Jun  | Jul  | Aug  | Sep  | Okt  | Nov  | Dez  |   |       |
| Mittl. Temperatur (°C) | 4,3  | 4,8  | 7,6  | 10,2 | 13,6 | 16,7 | 18,9 | 18,8 | 15,5 | 11,9 | 7,5  | 4,7  | ⌀ | 11,2  |
| Mittl. Tagesmax. (°C)  | 7,0  | 8,2  | 12,0 | 15,6 | 19,0 | 22,3 | 24,9 | 24,9 | 21,0 | 16,0 | 10,7 | 7,4  | ⌀ | 15,8  |
| Mittl. Tagesmin. (°C)  | 1,6  | 1,4  | 3,2  | 4,8  | 8,2  | 11,0 | 12,9 | 12,8 | 10,0 | 7,7  | 4,4  | 2,1  | ⌀ | 6,7   |
|                        |      |      |      |      |      |      |      |      |      |      |      |      |   |       |
| Niederschlag (mm)      | 54,1 | 45,9 | 46,9 | 43,9 | 59,8 | 50,2 | 51,6 | 55,4 | 46,7 | 58,2 | 54,8 | 68,2 | Σ | 635,7 |

| 1,6 |

| 1,4 |

| 3,2 |

| 4,8 |

| 8,2 |

| 11,0 |

| 12,9 |

| 12,8 |

| 10,0 |

| 7,7 |

| 4,4 |

| 2,1 |

| 1,6 |

| 1,4 |

| 3,2 |

| 4,8 |

| 8,2 |

| 11,0 |

| 12,9 |

| 12,8 |

| 10,0 |

| 7,7 |

| 4,4 |

| 2,1 |

| N i e d e r s c h l a g | 54,1 | 45,9 | 46,9 | 43,9 | 59,8 | 50,2 | 51,6 | 55,4 | 46,7 | 58,2 | 54,8 | 68,2 |
|                         | Jan  | Feb  | Mär  | Apr  | Mai  | Jun  | Jul  | Aug  | Sep  | Okt  | Nov  | Dez  |

## Verwaltung
Obwohl Pontoise Hauptstadt des Départements Val-d’Oise ist, befindet sich die Präfektur seit der Gründung des Gemeindeverbandes Cergy-Pontoise in der Nachbargemeinde Cergy, was im französischen Mutterland ein einmaliger Fall ist. Pontoise ist auch Verwaltungssitz des Arrondissements Pontoise. Die Stadt besitzt einen der wichtigsten Gerichtsstände des Landes.
Seit ihrer Abtrennung von der Diözese Versailles im Jahr 1966 ist die Stadt Sitz des Bistums Pontoise. Die Bischofskirche ist die Kathedrale Saint-Maclou.

## Bevölkerungsentwicklung und Wohnsituation
Die Einwohnerzahl der Gemeinde Pontoise nimmt seit 1962 kontinuierlich zu, während die Anzahl der Personen pro Haushalt von 3,8 im Jahr 1968 auf 2,29 im Jahr 2020 abnahm.
| Jahr      | 1962   | 1968   | 1975   | 1982   | 1990   | 1999   | 2006   | 2011   | 2018   | 2020   |
| Einwohner | 15.232 | 16.817 | 26.017 | 26.780 | 27.150 | 27.494 | 28.674 | 29.885 | 31.422 | 31 973 |

Die Gesamtzahl der Wohnungen in der Gemeinde Pontoise stieg von 12.816 im Jahr 2008 über 13.494 im Jahr 2014 auf 15.030 im Jahr 2020. Im Jahr 2020 waren 91,0 % Hauptwohnsitze, 1,5 % Zweitwohnsitze und 7,5 % Leerstand. 21,5 % des Wohnraums waren Einfamilienhäuser und 77,0 % Wohnungen. Die Gemeinde verfügt über den im Artikel 55 des SRU-Gesetzes festgelegten Anteil von mindestens 25 % Sozialwohnungen. Am 1. Januar 2014 hatte Pontoise 4.249 Sozialwohnungen, was einem Anteil von etwa 32,8 % entspricht. Der Anteil hat sich bis 2022 auf 37 % erhöht.

## Verkehr
Pontoise besitzt einen eigenen Bahnhof und ist gut an das öffentliche Nahverkehrsnetz des Großraumes Paris angebunden. Der Bahnhof Pontoise ist mit den Bahnhöfen Paris-Saint-Lazare (Transilien J) und Paris-Nord (Transilien H) verbunden. Seit September 2000 wird er auch von der RER C bedient und damit vom Bahnhof Paris-Austerlitz. Pontoise ist auch in wenigen Minuten mit mehreren Buslinien vom Bahnhof Cergy-Préfecture aus zu erreichen, wo die RER A und die Transilien L verkehren.
Der Hafen wird kaum genutzt, da die Oise sehr schmal ist. Dennoch werden einige Schüttgut-Transporte mit Weizen und Mais aus dem Vexin in den Norden und nach Belgien durchgeführt. Ein kleiner Jachthafen mit einem schwimmenden Ponton befindet sich am rechten Ufer gegenüber der Touristeninformation.
Weiterhin gibt es den kleinen Flugplatz Pontoise-Cormeilles.

## Geschichte
Auf dem Mont Bélien, einem Kalksteinsporn, der durch die Täler der Oise, der Viosne und des Ru du Fond Saint Antoine von der Vexin-Hochebene abgetrennt ist, liegt ein leicht zu verteidigender, strategischer Punkt, der das Tal kontrolliert. An dieser Stelle kann die Oise durch eine Furt überquert werden. Die Furt zwang die Schiffe zu einer Portage, d. h., sie mussten ihre Waren umladen, um das Hindernis zu überwinden. Es gibt Hinweise auf eine neolithische Besiedlung an dieser strategischen Stelle aus der Zeit 3000 v. Chr.

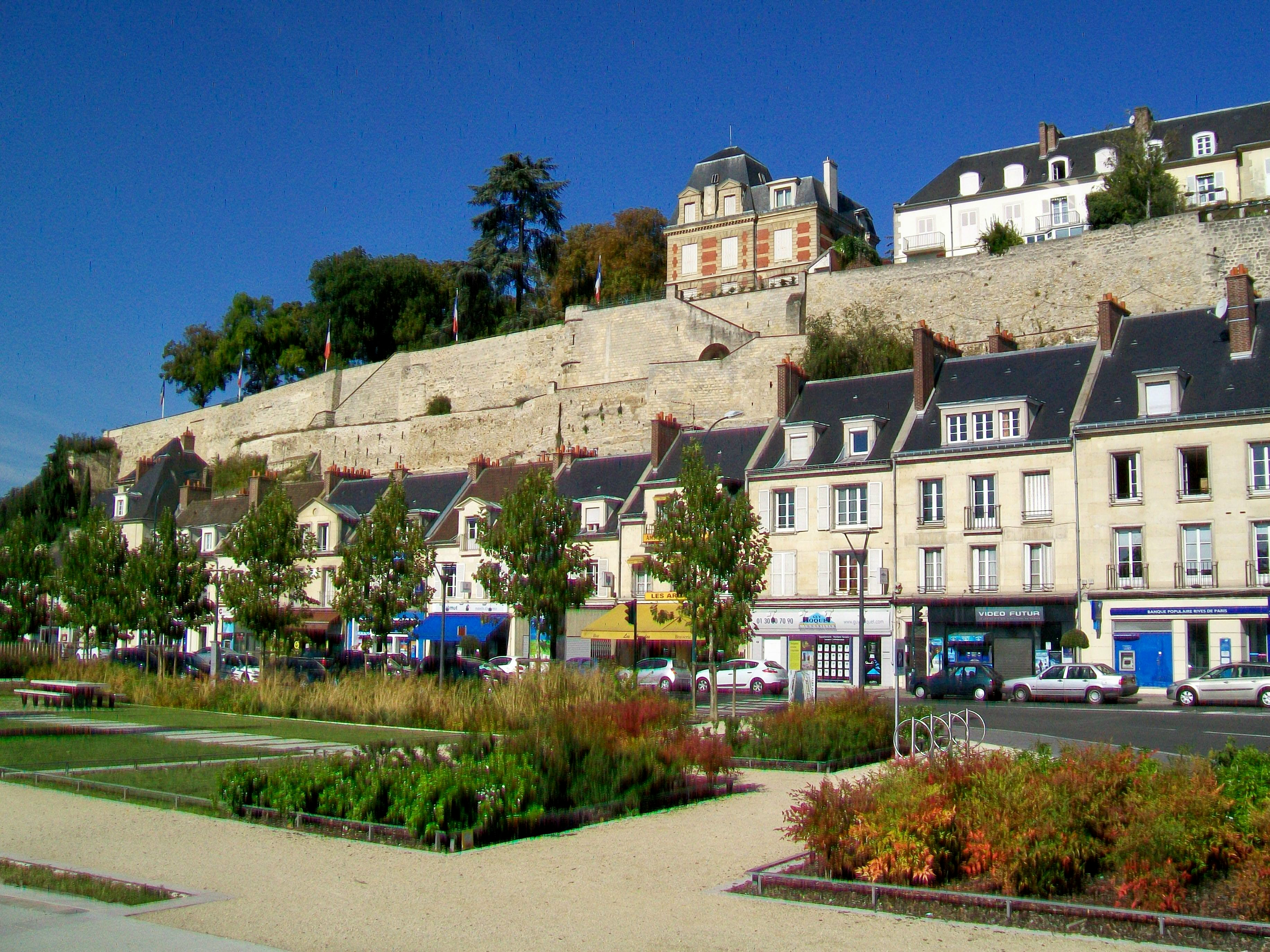
Befestigungsanlage von Pontoise

Pontoise ist die Hauptstadt des historischen Vexin. Es wurde bereits zur Römerzeit als Pontisara gegründet. Pontoise lag zu dieser Zeit an der wichtigen Julius-Cäsar-Straße zwischen dem ehemaligen Lutetia und Rotomagus (Rouen). Pontoise trug damals den gallischen Namen „Briva Isara“, was „Brücke über die Isara“ bedeutet. Im 7. Jahrhundert wurde der Name zu „Pons Isarae“ latinisiert, woraus „Pontoise“ entstand. Im Jahr 2024 wurde bei Bauarbeiten eine ausgedehnte gallische Nekropole entdeckt und anschließend ausgegraben. Das Gräberfeld enthält hauptsächlich Gräber aus der gallorömischen Zeit (3. und 4. Jahrhundert n. Chr.), die ältesten Gräber reichen aber bis in die Bronzezeit (1. und 2. Jahrhundert v. Chr.) zurück.
Die Völkerwanderung und die spätere Bedrohung durch Wikinger zwangen die Einwohner, sich auf dem Felssporn über der Oise niederzulassen, wo sich auf dem Mont Bélien die mittelalterliche Handelsstadt entwickelte: Als befestigte Stadt an den Grenzen des Königreichs erlebte Pontoise seine Blütezeit im 12. und 13. Jahrhundert. Im Jahr 1188 gewährte Philipp II. eine Gemeinde-Charta, die ihr als Gegenleistung für die Instandhaltung der Stadtmauern eine weitgehende Verwaltungs- und Justizautonomie sowie bedeutende Handelsvorteile einräumte. Häufig hielten sich die französischen Könige im Schloss von Pontoise auf, und Ludwig IX. machte es zu seinem ordentlichen Wohnsitz. Der Dichter François Villon sprach später ironisch von „Paris bei Pontoise“, der mächtigen und wohlhabenden Königsstadt.

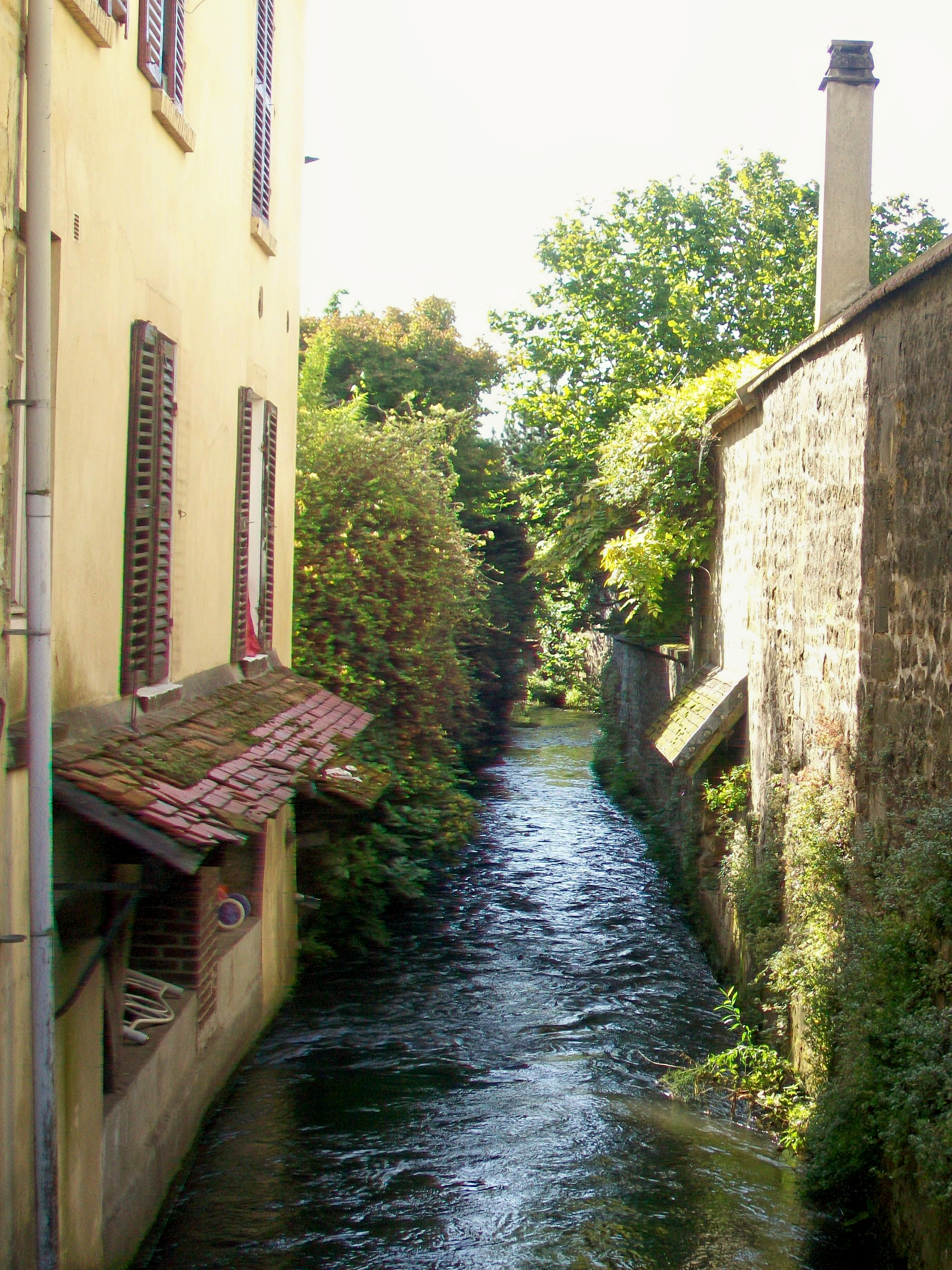
Sicht auf die Viosne mit einigen alten Waschhäusern

Pontoise spürte die Auswirkungen des Hundertjährigen Krieges erst spät. Dennoch litt die Stadt unter dem Konflikt. Das 16. Jahrhundert war von den Religionskriegen geprägt. Trotz der Befestigungen wurde Pontoise mehrmals gestürmt und zerstört. Die Belagerungen von 1589 und 1590 setzten den Stadtmauern zu. Die Befestigungen wurden daraufhin erneuert und so ergänzt, dass sie Artillerieangriffen standhalten können. Wiederholte Belagerungen und Pest-Epidemien ließen die Stadt in dieser Zeit der Unruhen ausbluten.
Heinrich III. begann 1589 mit dem Bau einer Zitadelle in der Rue de Gisors, die jedoch nie fertiggestellt wurde. Im Laufe der Jahre vergrößerte sich das Königreich und so verlor Pontoise im 17. Jahrhundert nach und nach seine militärische Bedeutung. Die Stadtverwaltung war aber weiterhin für die Instandhaltung der Stadtbefestigung zuständig. Angesichts der finanziellen Schwierigkeiten der Gemeinde und des schlechten Zustands der Stadtmauer wurden die Festungsanlagen schließlich aufgegeben. Die Gräben wurden zugeschüttet, der eine wurde in einen öffentlichen Garten umgewandelt (den heutigen Jardin de la Ville) und der andere in einen Boulevard (den heutigen Boulevard Jean-Jaurès).
Im 19. Jahrhundert beeinflussten zwei Ereignisse das Schicksal der Stadt: der Bau der Eisenbahn und die Ausdehnung von Paris. Durch die Eisenbahn rückte Pontoise näher an Paris heran, während durch das Wachstum der Vorstädte Paris näher an Pontoise heranrückte.
Erst nach dem Zweiten Weltkrieg erlebte die Stadt eine Erneuerung. Pontoise profitierte von der Schaffung gemeinschaftlicher Einrichtungen und dem Bau neuer Stadtviertel sowie der Verwaltungsreform der Region Paris. Pontoise wurde 1964 zur Hauptstadt des neuen Departements Val d’Oise. Vor allem aber profitierte Pontoise von der Verwirklichung des Ballungsraums Cergy-Pontoise.

## Bedeutende Bauwerke

### La cathédrale Saint-Maclou
Die Kathedrale Saint-Maclou ist die Bischofskirche des 1966 gegründeten römisch-katholischen Bistums Pontoise. Die Kirche wurde in der Mitte des 12. Jahrhunderts im Übergang von der Romanik zur Gotik errichtet und im 15. Jahrhundert umgebaut und erweitert. Neben einer Grablegungsgruppe besitzt die Kirche Bleiglasfenster aus der Renaissance. Bereits im Jahr 1840 wurde die Kirche mit dem Patrozinium des heiligen Machutus (Maclou) als Monument historique in die Liste der Baudenkmäler in Frankreich (Base Mérimée) aufgenommen.

### Hôtel de Monthiers

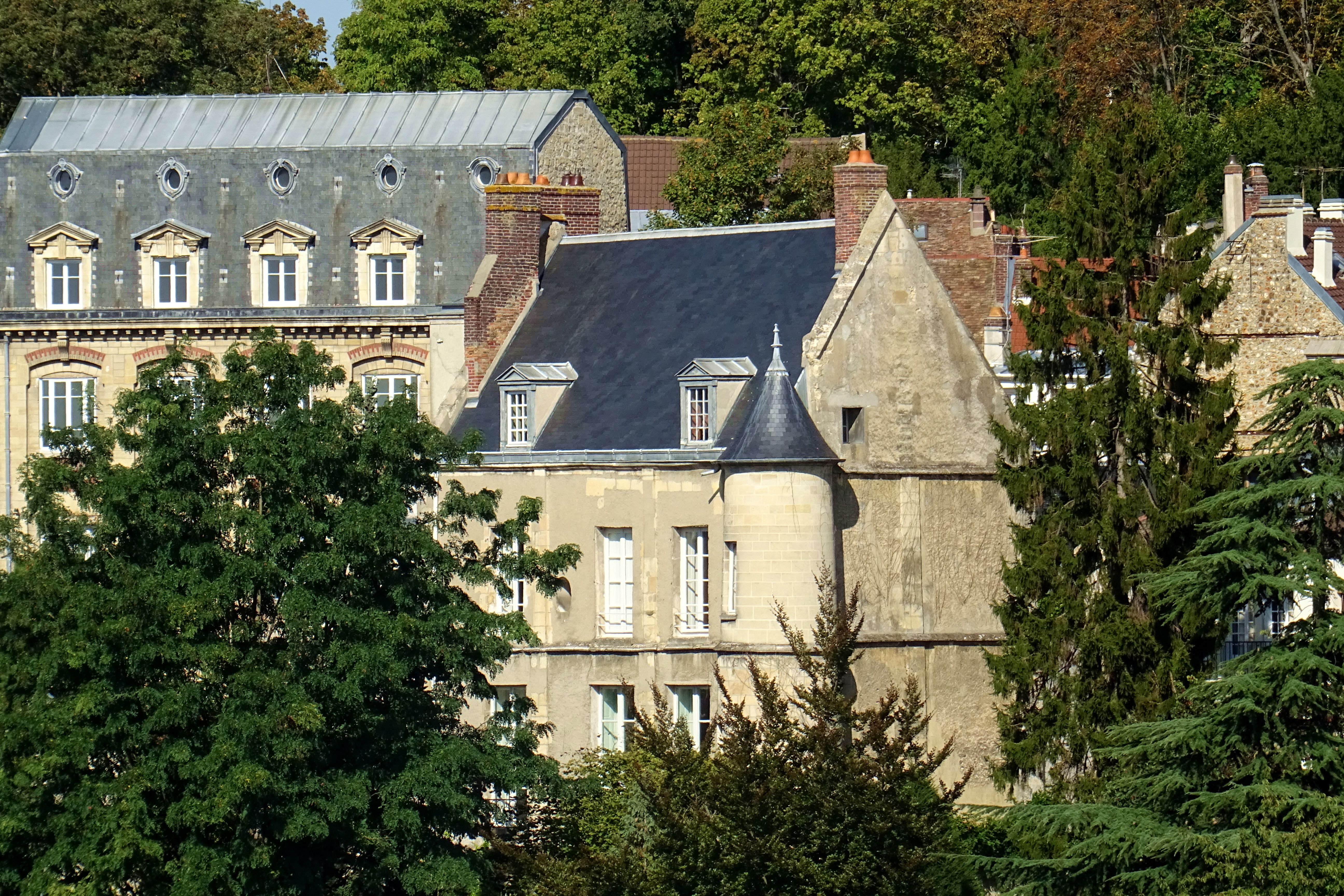
Hôtel de Monthiers, Blick vom Schloss

Das Herrenhaus war von 1571 bis 1958 im Besitz der Familie de Monthiers, deren Mitglieder über zwei Jahrhunderte lang das Amt des Leutnants des Vogts von Senlis innehatten. Der Aufbau des Gebäudes folgt dem typischen Aufbau eines Herrenhauses; das Hauptgebäude liegt zwischen dem gepflasterten Hof und dem Garten. Dank eines Scharwachtturms mit Kegeldach konnte das Haus seinen mittelalterlichen Charakter bewahren. Solche Anwesen sind durch ein Tor von der Straße getrennt und haben in der Regel denselben Grundriss: In der Mitte befindet sich ein Ehrenhof; in den rechten und linken Flügeln befinden sich die Galerie für Empfänge, die Diensträume und die Stallungen.
Im 20. Jahrhundert kaufte die Familie des Malers Henri Matisse das Anwesen, um die Werke des Künstlers dort aufzubewahren. Es wurde von dem Bildhauer Jean Matisse, Sohn des Malers, bewohnt. Heute organisieren die Eigentümer Ausstellungen in den übereinanderliegenden Kellern des Hauses.

### Cave des Moineaux

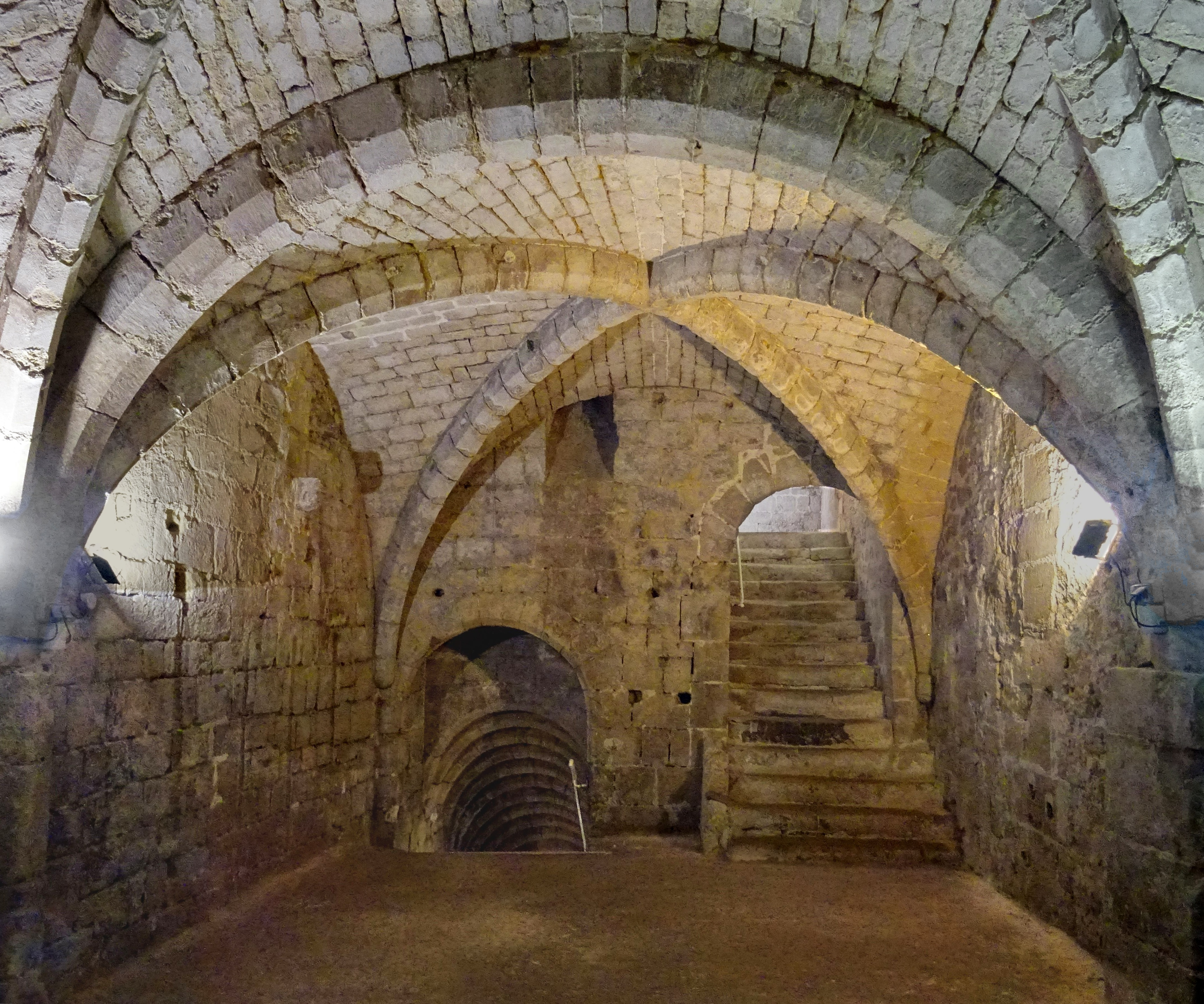
Cave des Moineaux, gotischer Keller aus dem 14. Jahrhundert

Die Cave des Moineaux war im 12. bis 13. Jahrhundert ein Netz von Galerien und Steinbrüchen, das sich unter der gesamten Place des Moineaux und darüber hinaus erstreckte. Einige Stollen erreichten die Rue de l’Hôtel de Ville und möglicherweise den ehemaligen Couvent des Cordeliers (Franziskanerkloster, siehe unten). Die Galerien waren über Schächte zugänglich, die auch dem Abtransport der abgebauten Steinblöcke dienten. Das ausgedehnte Netzwerk aus Stollen, Hallen und Gängen reichte bis fünf Ebenen unter die Erde. Der Brunnenschacht, der im 13. Jahrhundert gegraben wurde, war ursprünglich der einzige Zugang zu den Steinbruchstollen der unteren Ebenen.
Nach dem Ende des Steinbruchbetriebs im 14. Jahrhundert wurde das Gelände wieder als Keller genutzt. Aus dieser Zeit stammen der gotische Keller, der Belüftungsschacht und die vier Treppen mit Geländer. Der gotische Keller, das Hauptelement der Cave des Moineaux, ist ein Kellergewölbe mit zwei Kreuzrippen, die durch einen Doppelbogen getrennt sind. Er war einst der Keller einer Privatperson. Der daneben befindliche Luftschacht lässt vermuten, dass er als Lager eines Lebensmittelgeschäftes oder Weinkeller genutzt worden sein könnte.
Der Keller war vom 16. bis Anfang des 18. Jahrhunderts durchgehend bewohnt, im 18. und 19. Jahrhundert aber nur noch sporadisch. Ab dem 17. Jahrhundert wurden die Keller mit Schutt aufgefüllt. Die Cave des Moineaux diente auch als Senkgrube, was an den vom Urin zerfressenen Steinen zu erkennen ist. Anfang der 1980er Jahre, als die Stadt einen Fußgängerweg im Stadtzentrum anlegen wollte, wurde eine Bestandsaufnahme der unterirdischen Hohlräume des Viertels durchgeführt. Der Club Spéléo de Pontoise (Höhlenforscherverein) begann mit der Freilegung der Cave des Moineaux unter Mithilfe von 300 Freiwilligen.

### Le couvent des Cordeliers (Franziskanerkloster)

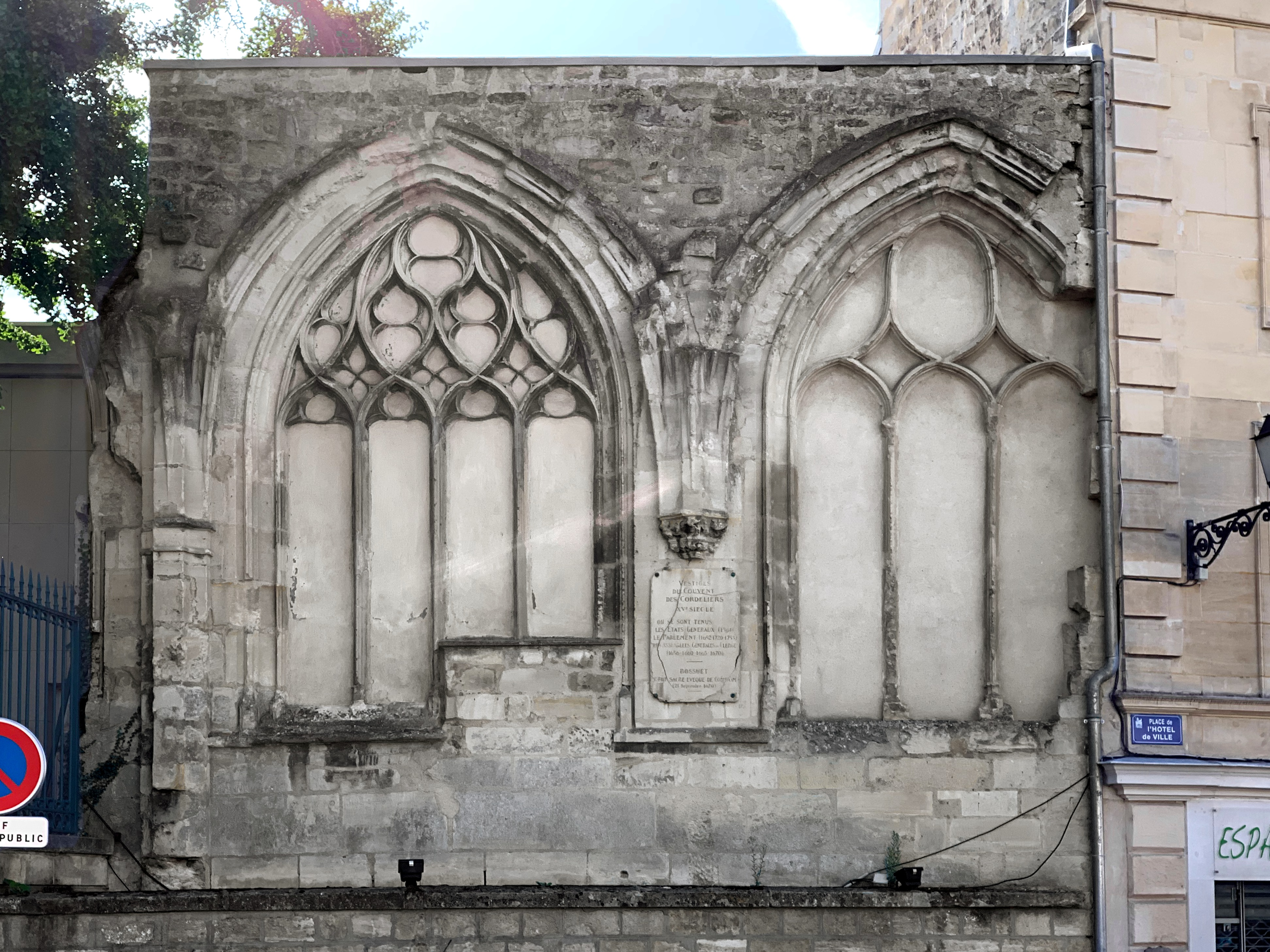
Arkaden der ehemaligen Franziskanerkirche

Cordeliers ist der Name, den sich die in Frankreich ansässigen Franziskaner gaben. Der Name geht auf das Seil zurück, das um die Hüfte geschlungen wird, um die Kutte zusammenzuhalten.
Das ehemalige Kloster der Cordeliers befand sich an der Stelle, an der heute das Rathaus steht. Es wurde zunächst vor 1233 von Blanka von Kastilien, der Mutter von Ludwig IX., genannt Heiliger Ludwig, außerhalb der Stadtmauern gegründet. Im Jahr 1356 wurde es zerstört. Da es in der Nähe der Stadtmauer lag, konnte es Angreifern Schutz bieten und den anrückenden Feind verbergen. Die Einwohner schenkten oder verkauften den Mönchen mehrere Häuser und Gärten rund um den Place de l’Etape aux vins. Die Mönche ließen sich 1360 an dem neuen Standort nieder.

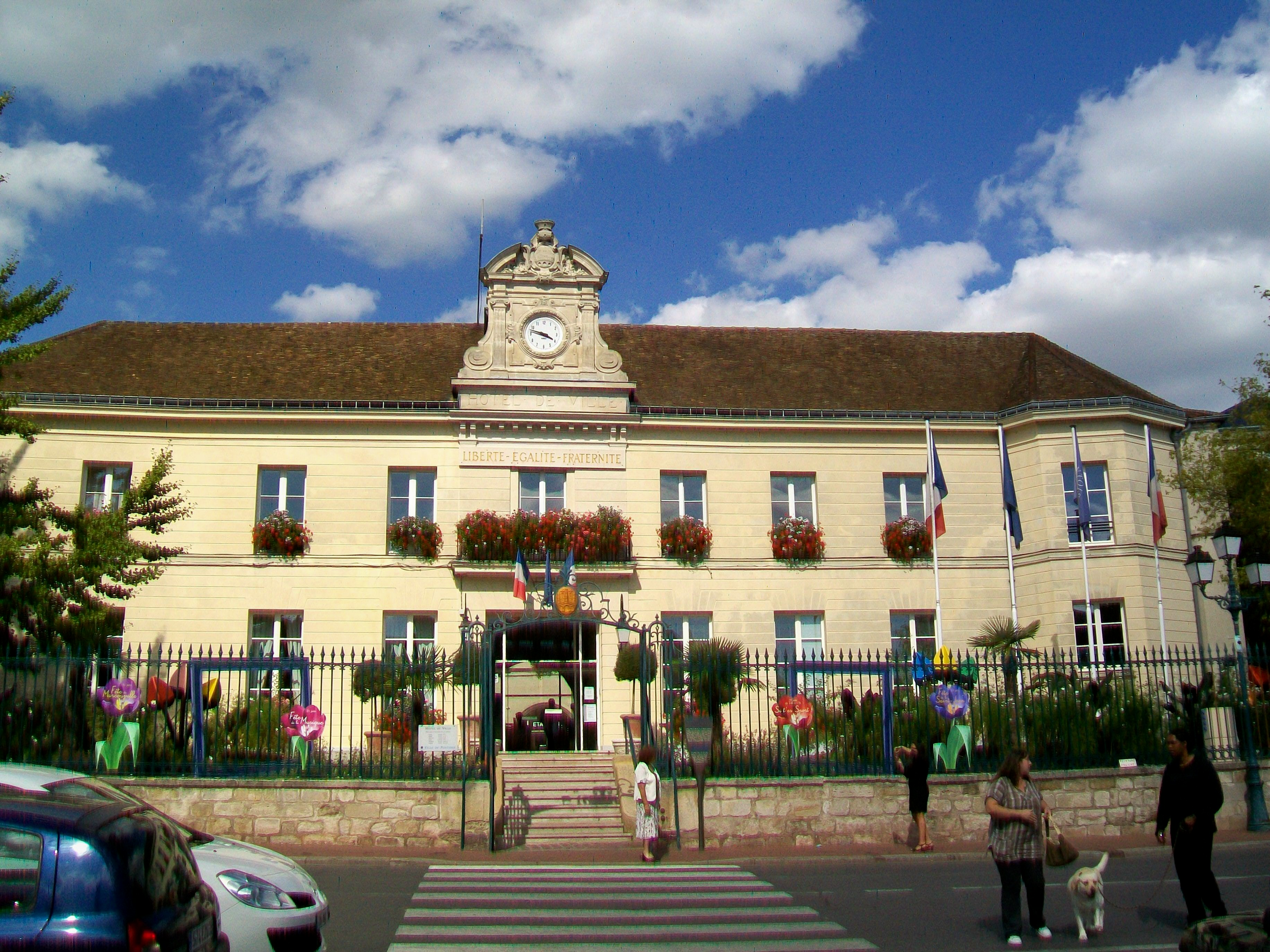
Hôtel de ville (Rathaus), ehemaliges Franziskanerkloster

Jahrhundert lang wurde das Kloster erweitert und eine neue Kirche wurde gebaut. Von der Kirche sind heute nur noch die beiden vom Rathausplatz aus sichtbaren Arkaden aus dem späten 15. Jahrhundert erhalten. Zwischen 1854 und 1861 wurden bei der Vergrößerung des Place de l’Etape die Reste der Kirche abgerissen.
1854 kaufte die Stadtverwaltung das ehemalige Kloster, um darin das Rathaus unterzubringen und den Garten als Park zu nutzen. Die Rathausuhr und ihr Giebel wurden 1886 an der Fassade angebracht, um das Gebäude an seine neue Funktion als Rathaus anzupassen. Das Rathaus wurde mehrfach umgebaut, wobei die Büros auf das Erdgeschoss und den ersten Stock verteilt wurden. Der Innenhof des Rathauses, der ehemalige Kreuzgang des Klosters, wurde 1966 im ursprünglichen Stil restauriert.

### L’église Notre-Dame

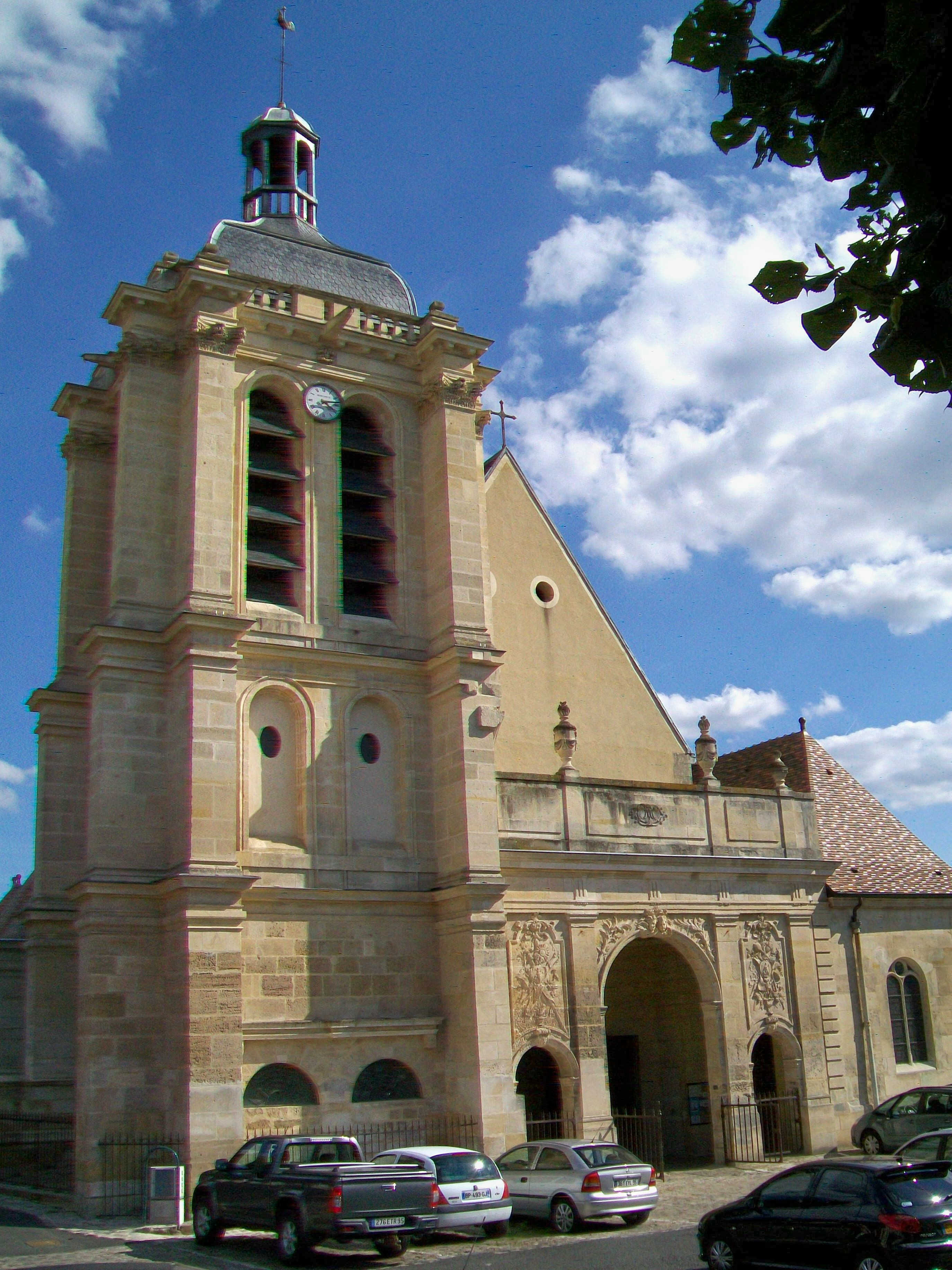
Basilika Notre-Dame

Im Jahr 1177 errichteten Ordensleute der Abtei Saint-Martin de Pontoise die Kapelle Notre-Dame, um den Gläubigen an deren Wohnort den Gottesdienstbesuch zu ermöglichen. Die Erhebung zur Pfarrei erfolgte 1247 durch Eudes Rigaud, den Erzbischof von Rouen. Es ist nicht bekannt, in welchem Jahr die Kapelle durch eine größere Kirche ersetzt wurde, der Stil der Marienstatue lässt aber vermuten, dass der Bau der Kirche unmittelbar nach der Gründung der Pfarrei begonnen wurde. Es gibt weder eine bildliche Darstellung dieser großen gotischen Kirche noch eine Beschreibung ihrer teilweisen Zerstörung durch die Engländer im Jahr 1435 während des Hundertjährigen Krieges. Der Wiederaufbau begann sofort nach der Zerstörung unter dem Schutz von Johanna von Navarra. Während der Herrschaft von Karl VII. wurde sie in eine Basilika umgewandelt und die Reparatur beendet. Die Weihe der Kirche wurde am 21. Oktober 1480 gefeiert.
Die Basilika Notre-Dame wurde bei der Belagerung von Pontoise durch Heinrich III. und Heinrich IV. im Verlauf des achten Religionskriegs (1585–1598) im Juli 1589 erneut beschädigt. Die Kirche wurde sehr schnell wieder aufgebaut und bereits im Jahr 1599 geweiht. Im Jahr 1600 wurden die Giebel sowie der Glockenturm vollendet, wie das Datum auf der Rückseite der Westmauer zeigt. Die Arbeiten wurden fortgesetzt, bis die Kirche 1729 mit der Fertigstellung des Vorbaus ihr heutiges Aussehen erreichte.
Der Sarkophag des Walter von Pontoise aus dem 12. Jahrhundert befindet sich in der Kirche Notre-Dame. Der Sarkophag ist wie ein Reliquienschrein geschaffen und hat vier durchsichtige Bleiglasfenster in Form von Vierpässen, damit die Wallfahrer die Reliquie sehen konnten.

### Die unterirdische Kapelle

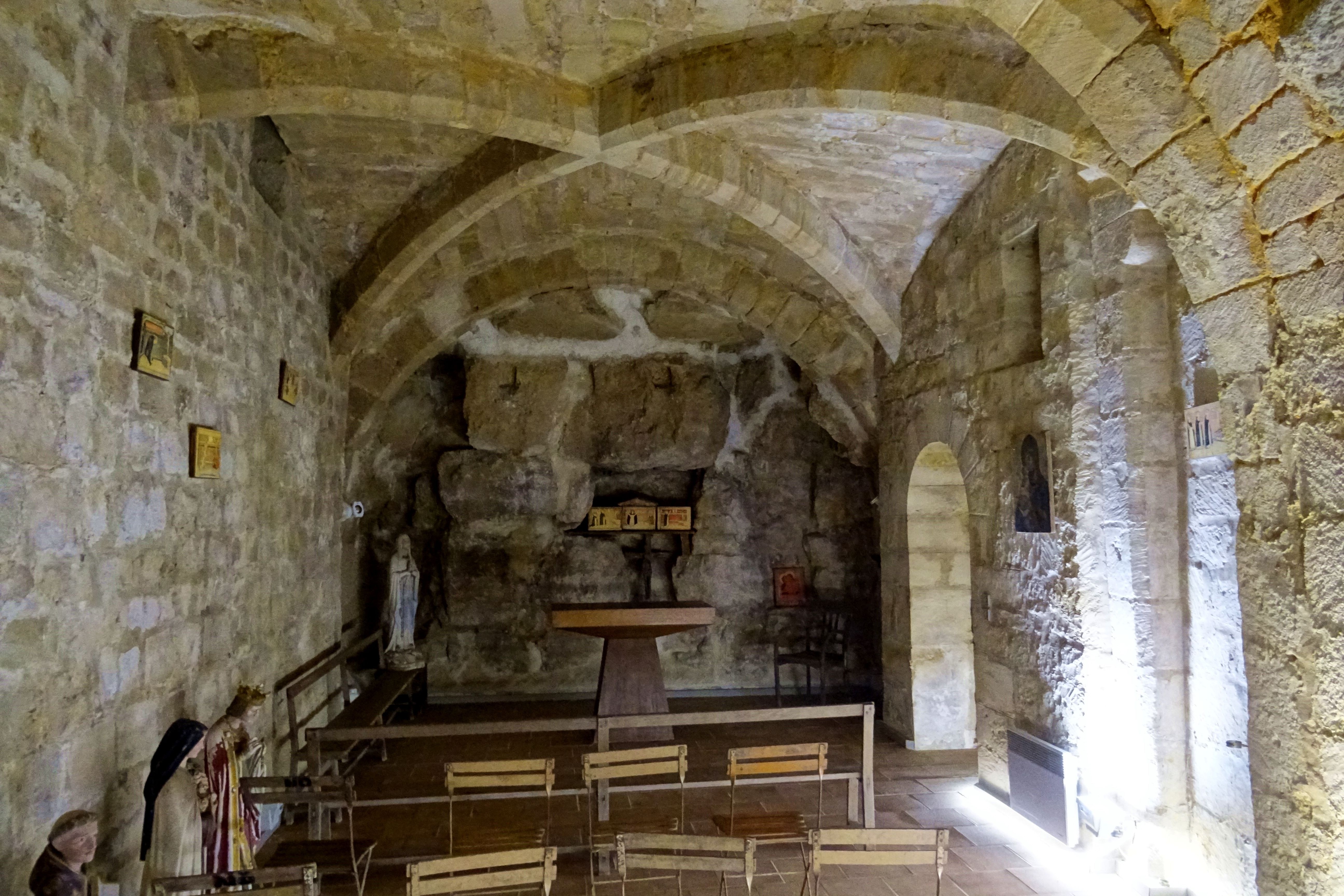
Unterirdische Kapelle

Unter dem Pfarrhaus (französisch Presbytère) an der Kreuzung zwischen der Rue Thiers und der Rue de la Bretonnerie liegt ein Keller mit zwei Räumen unterschiedlicher Breite. Dieser Keller hat zwei Kreuzrippengewölbe, die durch einen Doppelbogen getrennt sind. Obwohl er aus dem Mittelalter stammt, ist er nicht genau datiert. Seine Bauart gab es in Pontoise zwischen dem 12. und 17. Jahrhundert häufig. Die anschließende kreisförmige Galerie wurde in späterer Zeit als Steinbruch genutzt. Ein Durchgang sollte den Zugang zu einer viel größeren Abbauhalle mit einer Fläche von etwa 200 m² ermöglichen. Der Abbauort befand sich weniger als 15 m unter dem Niveau der Rue de l’Hôtel de Ville. Die Galerien und Steinbrüche unter der Rue de la Bretonnerie sind teilweise eingestürzt.
Die Kapelle wurde eingerichtet, als die Pfarrer im 20. Jahrhundert in das darüberliegende Haus einzogen.

### Das Museum Tavet-Delacour

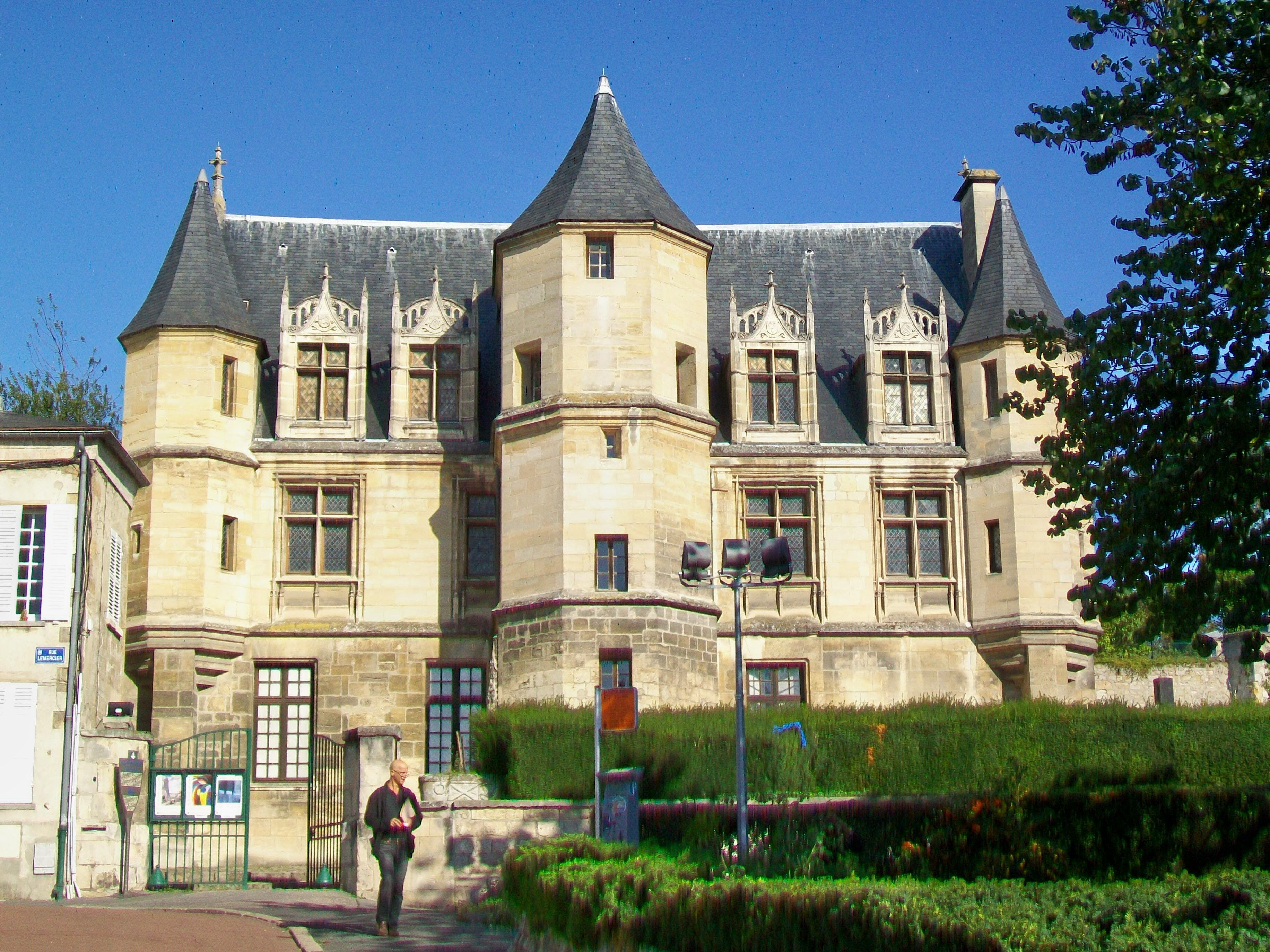
Museum Tavet-Delacour

Das Tavet-Delacour-Museum zeigt die historischen Sammlungen der Stadt und befindet sich in einem Herrenhaus aus dem späten 15. Jahrhundert. Es war einst der Wohnsitz des Großvikars von Pontoise. Das Anwesen mit seinen Ecktürmchen, Biberschwanz-Dachziegeln, Sprossenfenstern und frei liegenden Balken ist ein Zeugnis der spätgotischen zivilen Architektur. Es erinnert an das Hôtel de Cluny in Paris. Ein dominanter Treppenturm teilt die Fassade in zwei Hälften. Um diese zentrale Treppe herum sind die Räume der Hauses angeordnet.
Während der Französischen Revolution verkaufte die Kirche das Gebäude, das daraufhin in eine Präfektur und später in ein Zivilgericht umgewandelt wurde. Im Jahr 1889 schlug Herr Tavet, einer der Gründer der Société historique von Pontoise, der Stadt vor, dort seine Kunstsammlungen unterzubringen und ein Museum einzurichten. Das Gebäude wurde daraufhin mit Spenden restauriert und zum Museum umfunktioniert.

### Weitere Kavernen unter der Stadt
Mehrere alte, unter der Stadt liegende Steinbrüche und Kavernen können besichtigt werden:
- La petite carrière du Château (Kleiner Steinbruch des Schlosses): Trotz dieses Namens war der Hohlraum nie Keller oder Lagerort für das königliche Schloss, das sich an dieser Stelle befand. Die Gewinnung der Steine aus dem Steinbruch, die zunächst durch den noch sichtbaren Förderschacht erfolgte, ermöglichte den Bau von Pontoise. Eine schöne, sehr gut erhaltene gewölbte Treppe mit 66 Stufen ermöglicht seit dem 15. Jahrhundert den Abstieg in den Steinbruch. Gleich nebenan befindet sich auch der „Große Steinbruch des Schlosses“, mit einer Fläche von 500 bis 600 m² und einer Gewölbehöhe von 8 bis 10 Metern. Er diente wahrscheinlich dem Bau des königlichen Schlosses und kann derzeit nicht besichtigt werden (Stand Januar 2024).[25]
- La cave du Pont (Keller der Brücke): Der Ursprung und die genaue Funktion dieser Höhle, die unter dem Mont Bélien entstanden ist, sind unbekannt. Der Kalkstein ist sehr brüchig und grünlich und kann nicht zum Bauen verwendet werden. Dieser Komplex wurde wahrscheinlich als Lagerraum gegraben. Pontoise brauchte Lagerräume, weil die Stadt am Schnittpunkt zweier wichtiger Handelswege lag, des Wasserwegs, der Oise, und des Landwegs, der alten Römerstraße. Hier wurden Fische aus dem Ärmelkanal sowie Getreide und Wein aus dem Vexin umgeschlagen.[26]
- La Cave Fayolle (Keller Fayolle): Diese Kaverne aus dem 13. Jahrhundert besteht aus zwei nicht übereinanderliegenden Etagen. Sie soll sich an der Stelle des ehemaligen „Hôtel-Dieu“ befinden. Das erste Stockwerk des Kellers war Lagerraum, das zweite Steinbruch. Das erste Stockwerk hat ein Kreuzrippengewölbe aus drei unregelmäßigen Feldern, die auf Pfeilern oder Stelzen ruhen. Das zweite Stockwerk ist in Form einer Galerie über 6 m tief in die Erde gegraben. Doppelte Rundbögen und starke diagonale Bögen stützen die Decke der Galerie. Eine außergewöhnlich breite (1,80 m) und hohe Treppe verbindet die die beiden Stockwerke miteinander.[27]

## Kunst und Kultur
Während der zweiten Hälfte des 19. Jahrhunderts lebten und arbeiteten zahlreiche Maler in Pontoise und der Umgebung. Zu ihnen gehören Camille Pissarro, Maximilien Luce, Paul Cézanne, Charles-François Daubigny und Gustave Caillebotte.

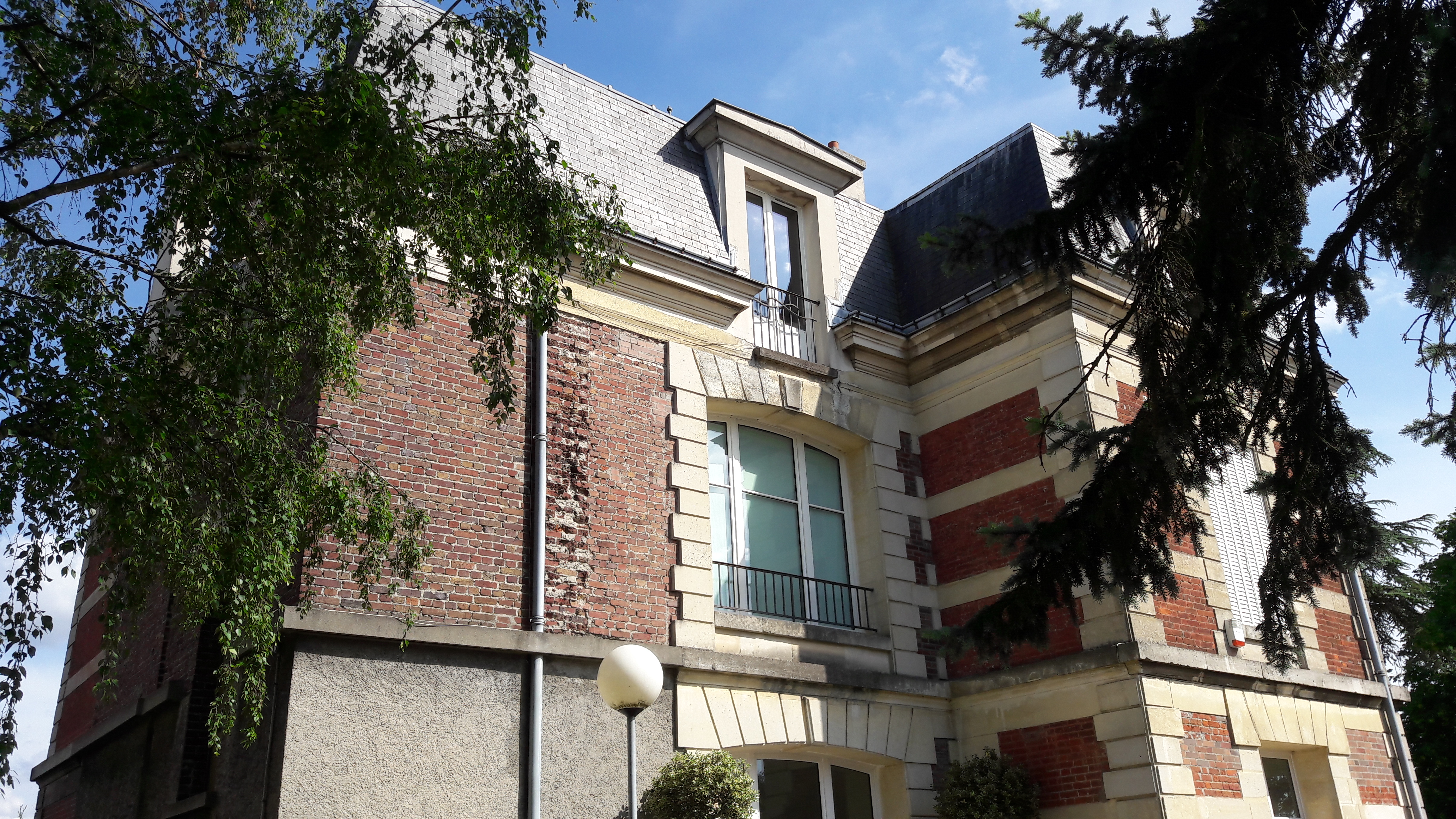
Musée d’Art et d’Histoire Pissarro-Pontoise

Das Musée d’Art et d’Histoire Pissarro-Pontoise befindet sich in einem bürgerlichen Herrenhaus aus dem späten 19. Jahrhundert. Es steht an der Stelle des ehemaligen mittelalterlichen Schlosses der Stadt, das schon vor der Revolution zerstört wurde. Der Park dieses Herrenhauses besteht aus einem von Wällen umgebenen Felsplateau, das die Oise überragt und im Nordosten einen schönen Blick auf das Oise-Tal in Richtung Auvers-sur-Oise und im Süden einen Blick auf die Altstadt mit ihren Kirchen und das Karmeliter-Kloster ermöglicht. Das Museum zeigt in seiner ständigen Ausstellung eine Auswahl von Werken aus dem 17. bis zum 21. Jahrhundert von zahlreichen Künstlern, die mit der Geschichte der Region Pontoise verbunden sind. Dazu gehören Camille Pissarro und seine fünf Söhne (Lucien, Georges-Henri, Ludovic-Rodolphe, Félix und Paulèmile), Otto Freundlich, Gustave Caillebotte, Charles-François Daubigny, Louis Cabat, Henri Matisse, Emilio Boggio, Ludovic Piette, Marcoussis, Valmier, Louis Hayet und Shirley Goldfarb.
Im Musée-Tavet-Delacour sind die historischen Sammlungen der Stadt und die Allée couverte von Dampont aus dem Dorf Us untergebracht sowie mittelalterliche Skulpturen. Die historischen Sammlungen wurden Ende des 19. Jahrhunderts zusammengetragen. Das Museum besitzt außerdem eine reichhaltige Kunstsammlung aus dem 19. und 20. Jahrhundert. Die Sammlung wurden 1968 durch die Otto Freundlich Schenkung bereichert, die aus dem Atelierbestand des Künstlers bestand. Das Museum besitzt damit die weltweit bedeutendste Sammlung seines Werks. Seitdem hat sich das Museum auf moderne und zeitgenössische Kunst spezialisiert und Werke von Henri Matisse, Hans Arp, Albert Gleizes, Geer van Velde, Aurélie Nemours, Gregory Masurovsky, Shirley Goldfarb, Jean Legros, Roger Chastel, Diego Giacometti, Herbin, Valmier, Reichel, Fleischmann, Gargallo und Marcelle Cahn erworben oder geschenkt bekommen.
Das Museum ist derzeit geschlossen (Stand Januar 2024) und ein Teil der Sammlung befindet sich im Musée d’Art et d’Histoire Pissarro.
Auch Vincent van Gogh lebte in der Gegend von Pontoise. Im Nachbarort Auvers-sur-Oise malte er einige seiner außergewöhnlichsten Werke, bevor er 1890 dort starb.

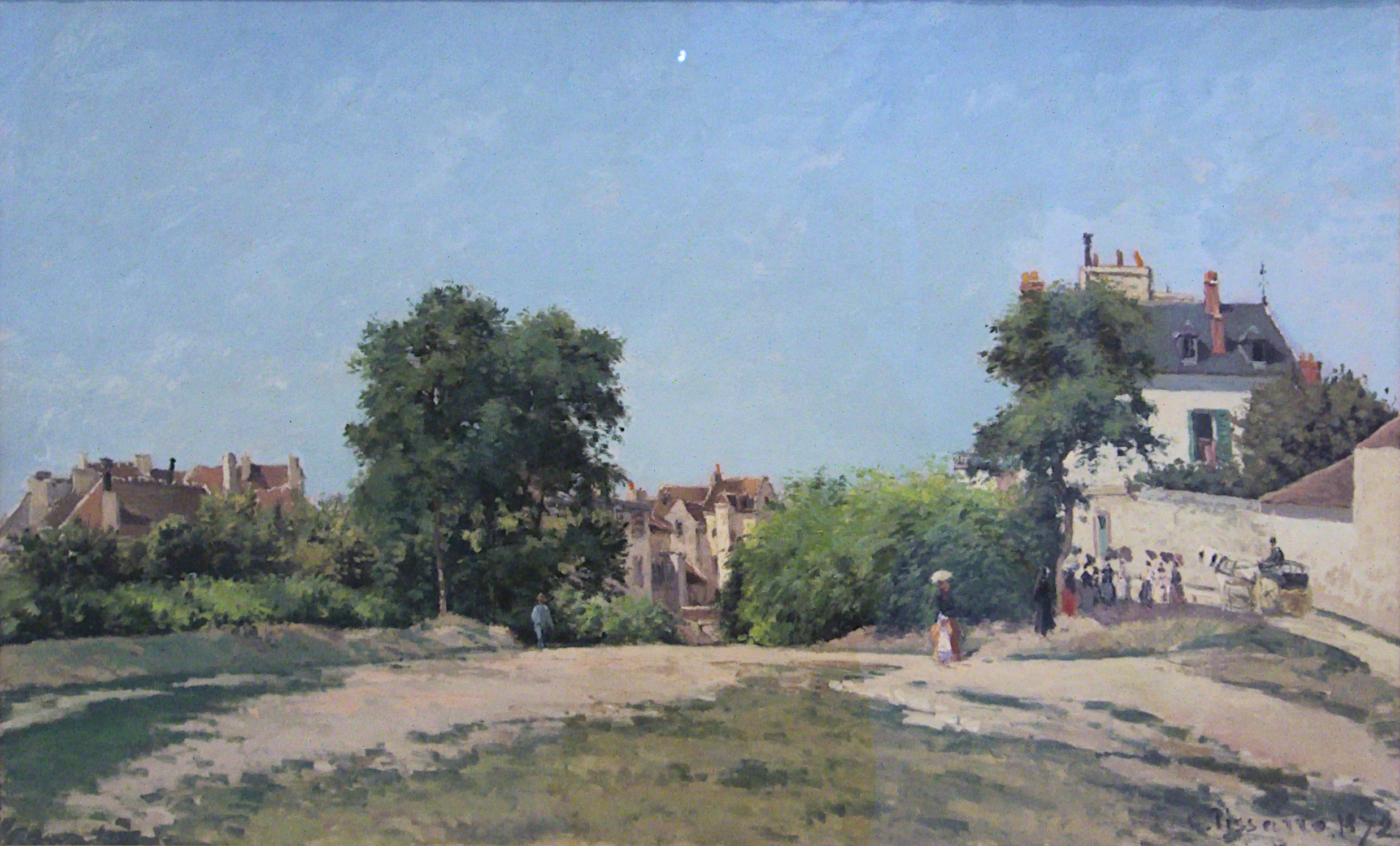
Camille Pissarro: Le Carrefour, Pontoise
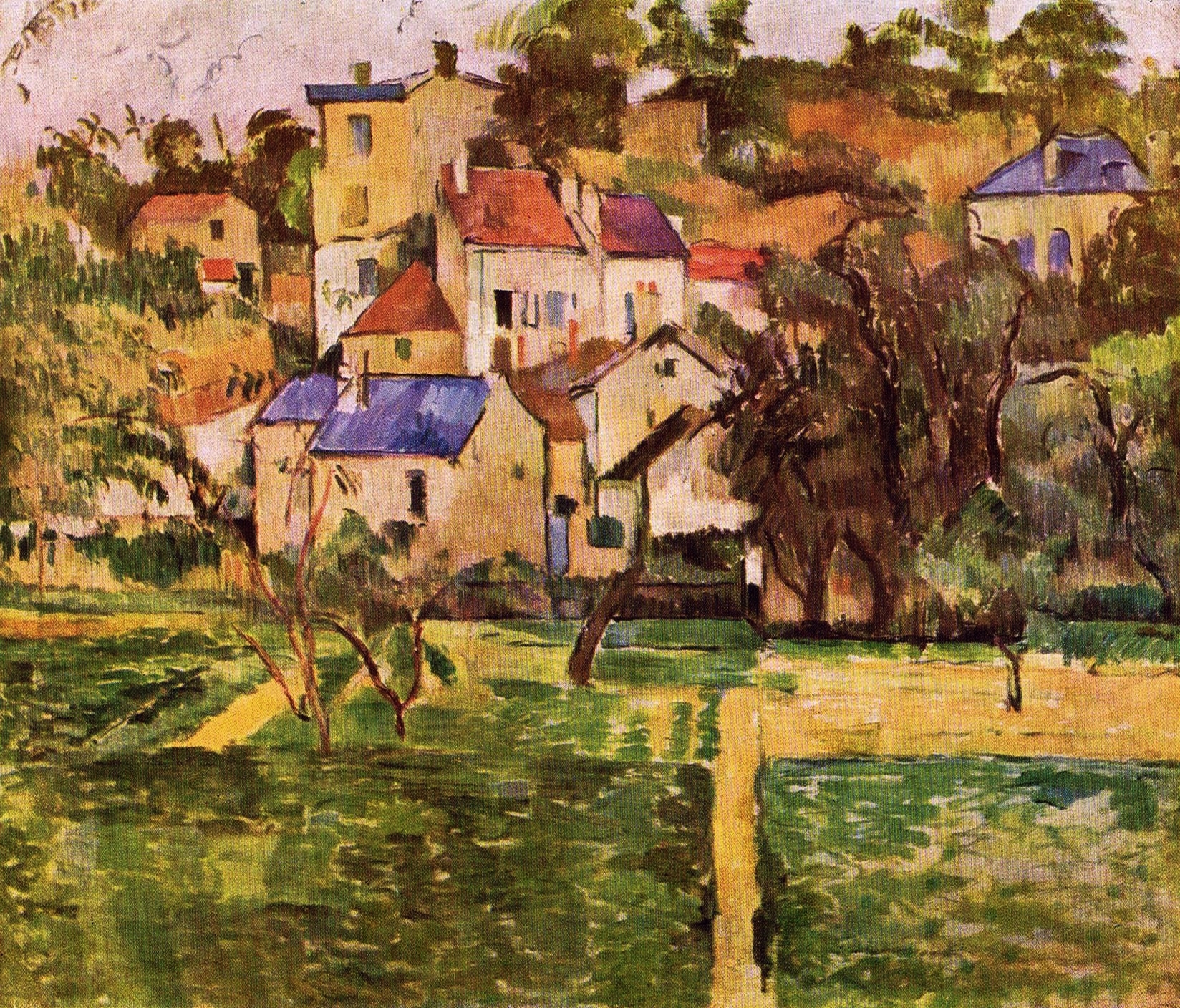
Paul Cézanne: L’ermitage à Pontoise
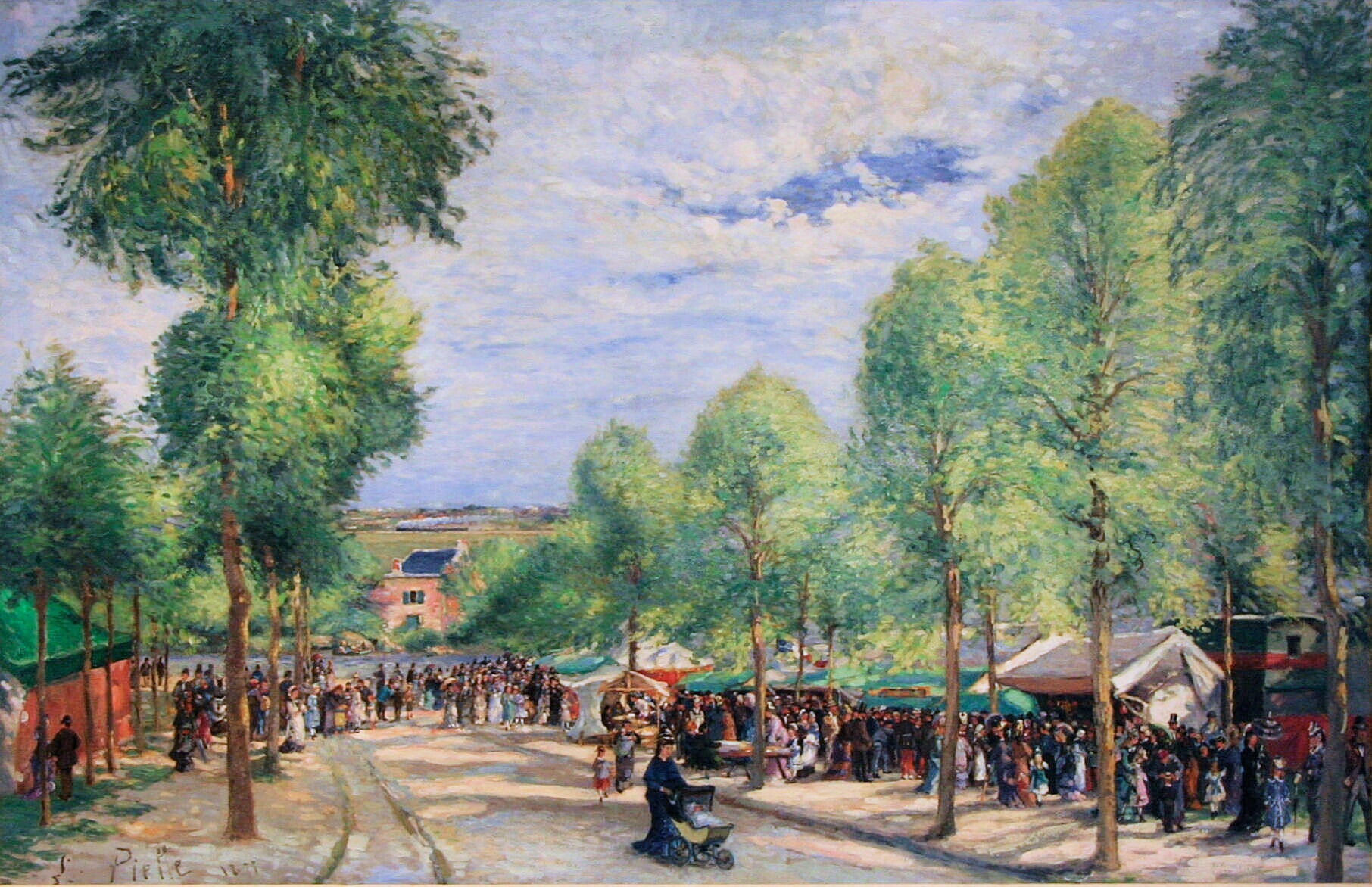
Ludovic Piette: La fête sur le boulevard des fossés à Pontoise
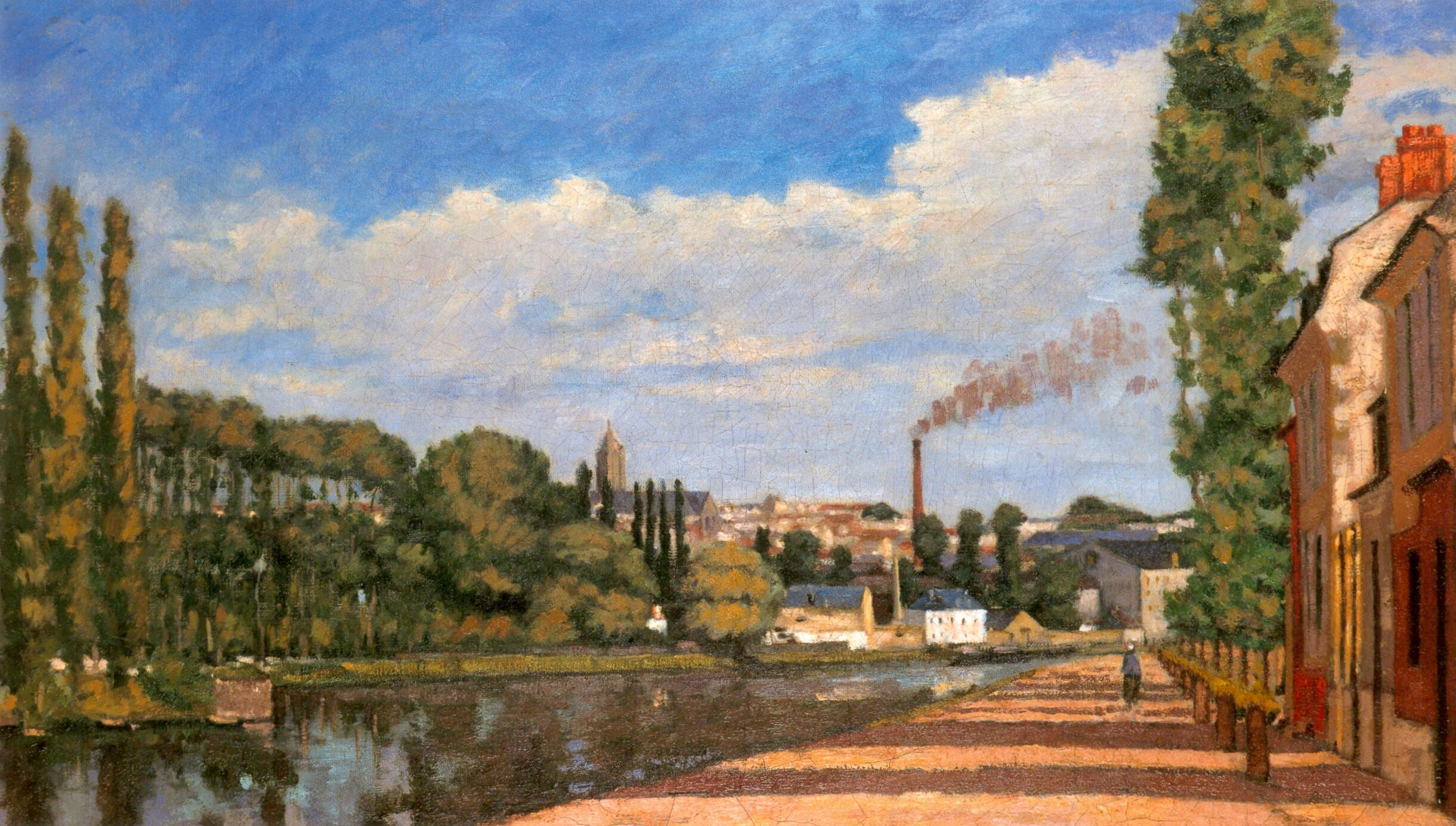
Edouard Béliard: Pontoise, vue depuis l’Ecluse

Die Stadt ist die Heimat der Metal-Band Zuul FX.

## Veranstaltungen
- Festival Baroque de Pontoise: Im September findet hier alljährlich ein internationales Barockmusikfestival statt.

## Städtepartnerschaften
Pontoise pflegt Städtepartnerschaften mit:
- Böblingen (Deutschland), seit 1956
- Arenzano (Italien), seit 1958
- Sevenoaks (Vereinigtes Königreich), seit 1964
- Sittard-Geleen (Niederlande), seit 1972

## Persönlichkeiten
- Walter von Pontoise (* um 1030; † 1099), Benediktinermönch, Abt und Heiliger
- Nicolas Flamel (* um 1330; † um 1413), Alchemist
- Jacques Lemercier (1585–1654), Architekt, Ingenieur und Gartengestalter
- Joseph de Guignes (1721–1800), Orientalist und Sinologe
- Pierre-François-Léonard Fontaine (1762–1853), Architekt des Neoklassizismus
- Charles Victoire Emmanuel Leclerc (1772–1802), Général de division
- Aimée Davout (1782–1868), Ehefrau von Marschall Louis-Nicolas Davout
- Joseph Depoin (1853–1924), Historiker, Grafologe und Stenograf
- Édouard Alfred Martel (1859–1938), Höhlenforscher
- Jules Dubois (1862–1928), Radrennfahrer
- Michel Giraud (1929–2011), Politiker
- François Dyrek (1933–1999), Theater-, Film- und Fernsehschauspieler
- Jacques Vallée (* 1939), Astronom und Informatiker
- Liza Del Sierra (* 1985), Pornodarstellerin
- Jean-Éric Vergne (* 1990), Automobilrennfahrer
- Yacine Qasmi (* 1991), Fußballspieler
- Amine Harit (* 1997), Fußballspieler
- Ousoumane Camara (* 1998), französisch-guineischer Fußballspieler
- Serge-Philippe Raux Yao (* 1999), Fußballspieler
- Kévin Monzialo (* 2000), Fußballspieler
- Niels Nkounkou (* 2000), Fußballspieler
- Brice Dessert (* 2003), Basketballspieler